# Rhamneae
Rhamneae es una tribu de arbustos perteneciente a la familia Rhamnaceae.

## Géneros
- Araracuara,[1] Auerodendron[2] - Berchemia - Berchemiella - Condalia - Frangula - Karwinskia - Krugiodendron - Pseudoziziphus - Reynosia - Rhamnella - Rhamnidium - Rhamnus - Sageretia - Scutia[3]